# Dermatopsoides morrisonae
Dermatopsoides morrisonae är en fiskart som beskrevs av Møller och Werner Schwarzhans 2006. Dermatopsoides morrisonae ingår i släktet Dermatopsoides och familjen Bythitidae. Inga underarter finns listade i Catalogue of Life.